# Gymnadenia corneliana
Gymnadenia corneliana är en orkidéart som först beskrevs av Gustave Beauverd, och fick sitt nu gällande namn av Herwig Teppner och Erich Klein. Gymnadenia corneliana ingår i släktet brudsporrar, och familjen orkidéer. Inga underarter finns listade i Catalogue of Life.

## Bildgalleri

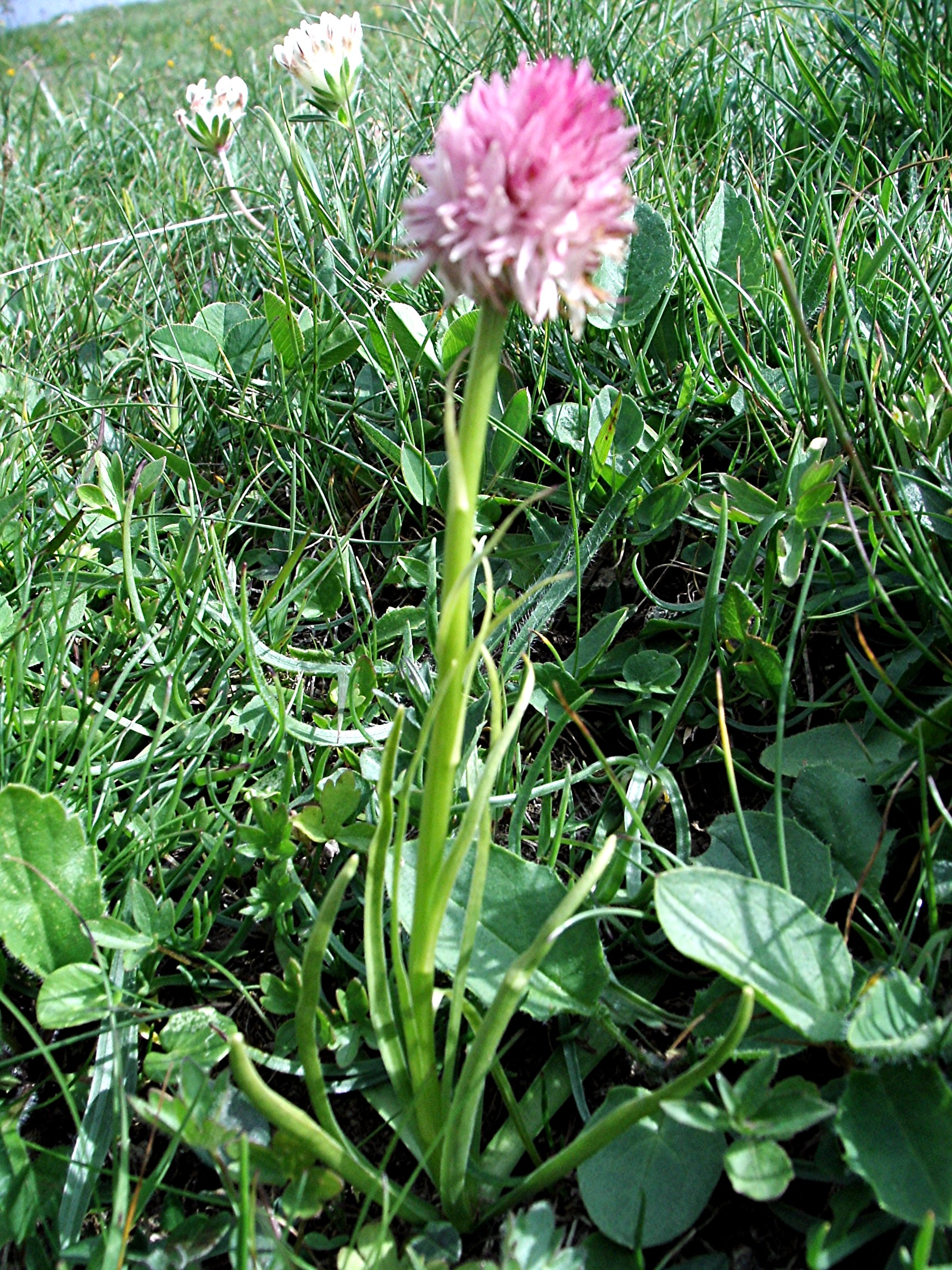
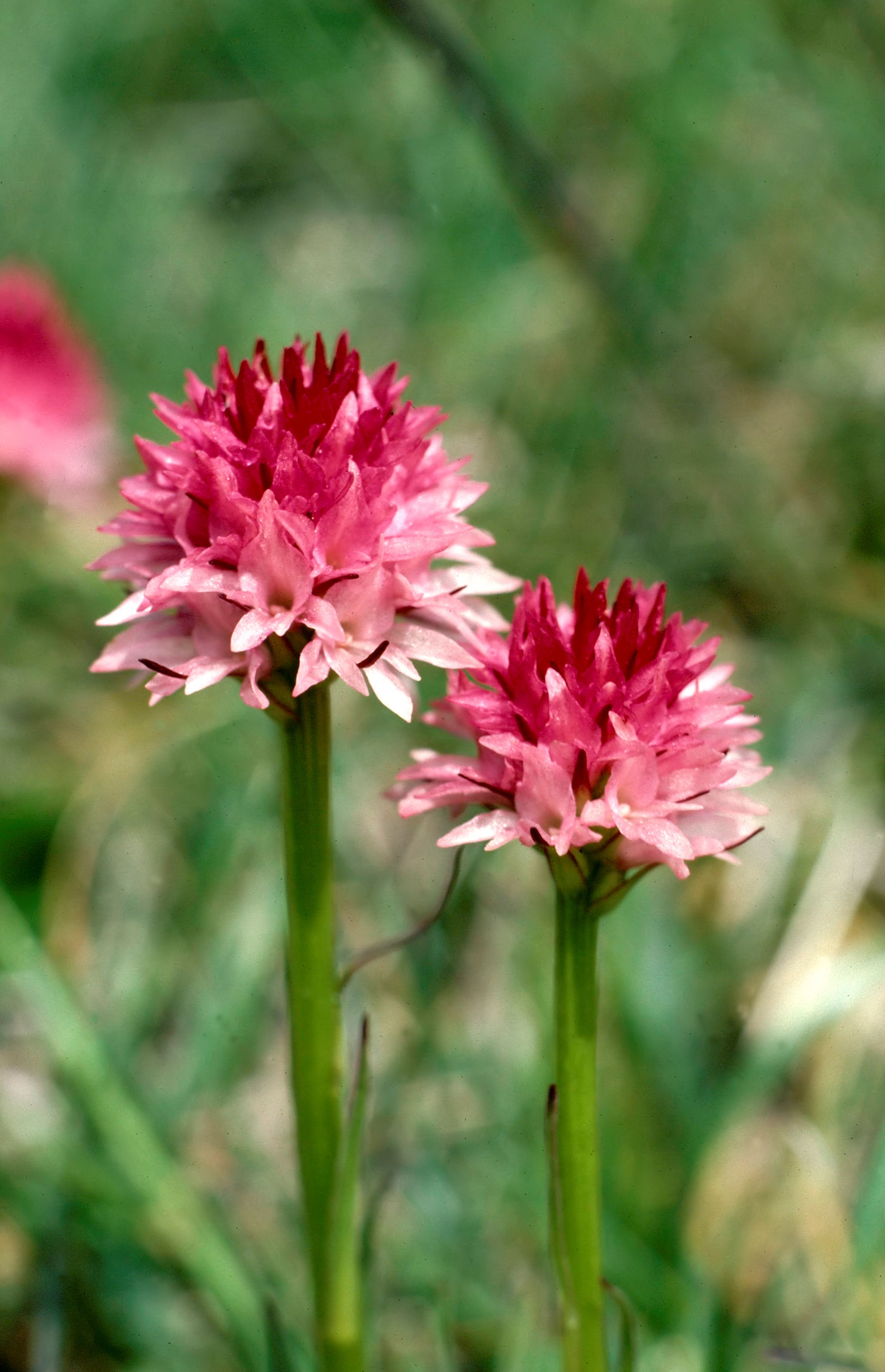
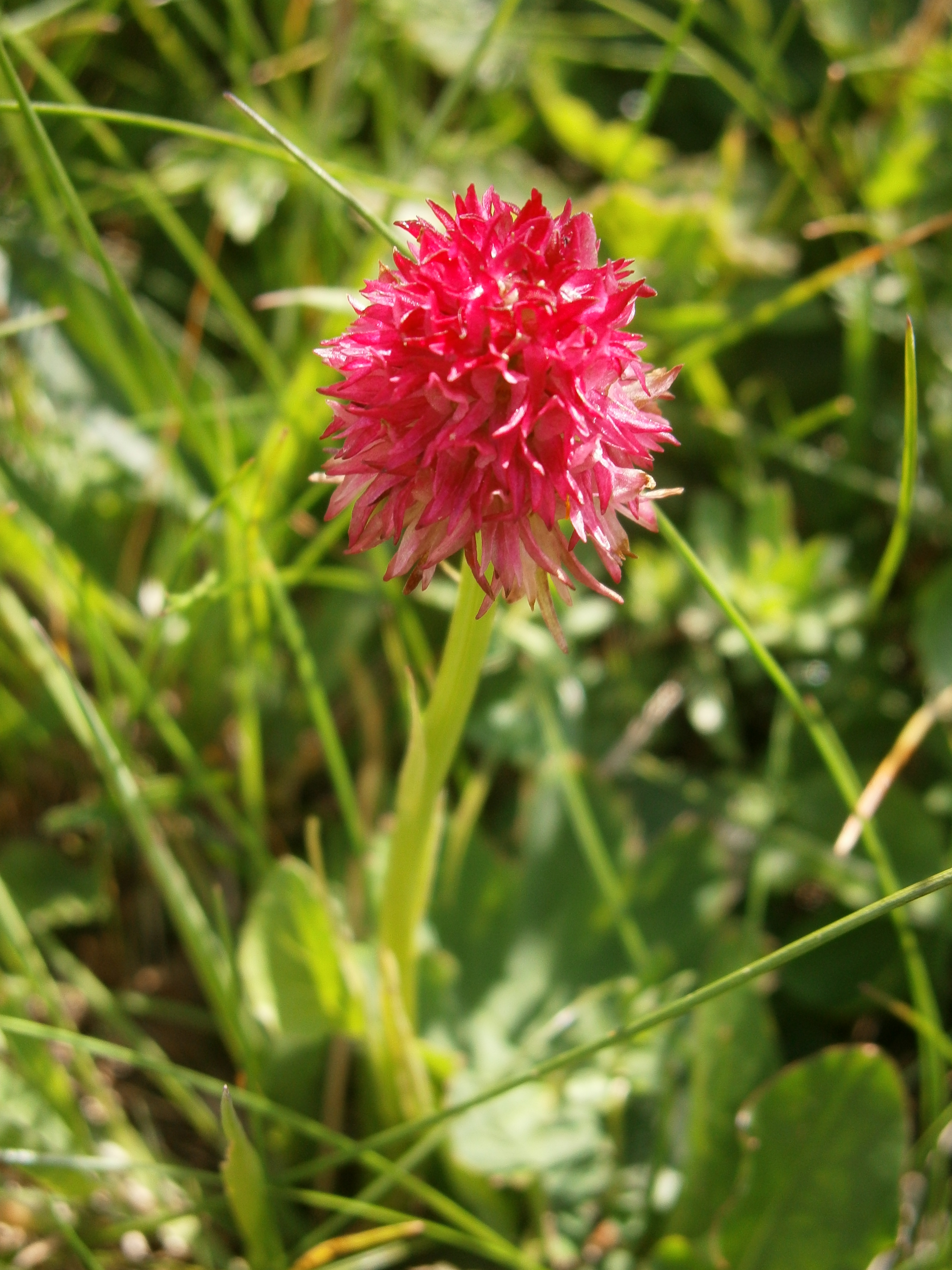
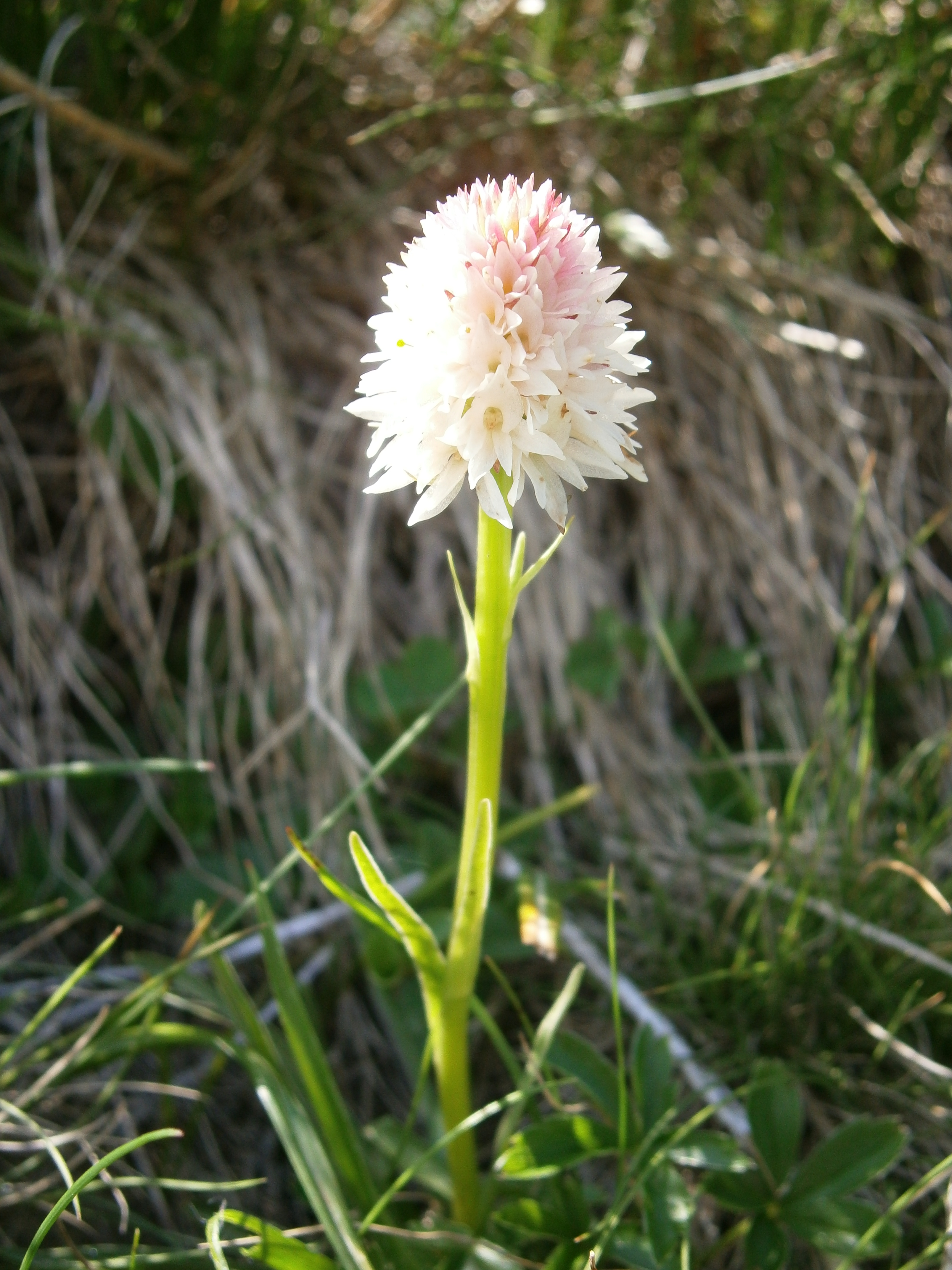
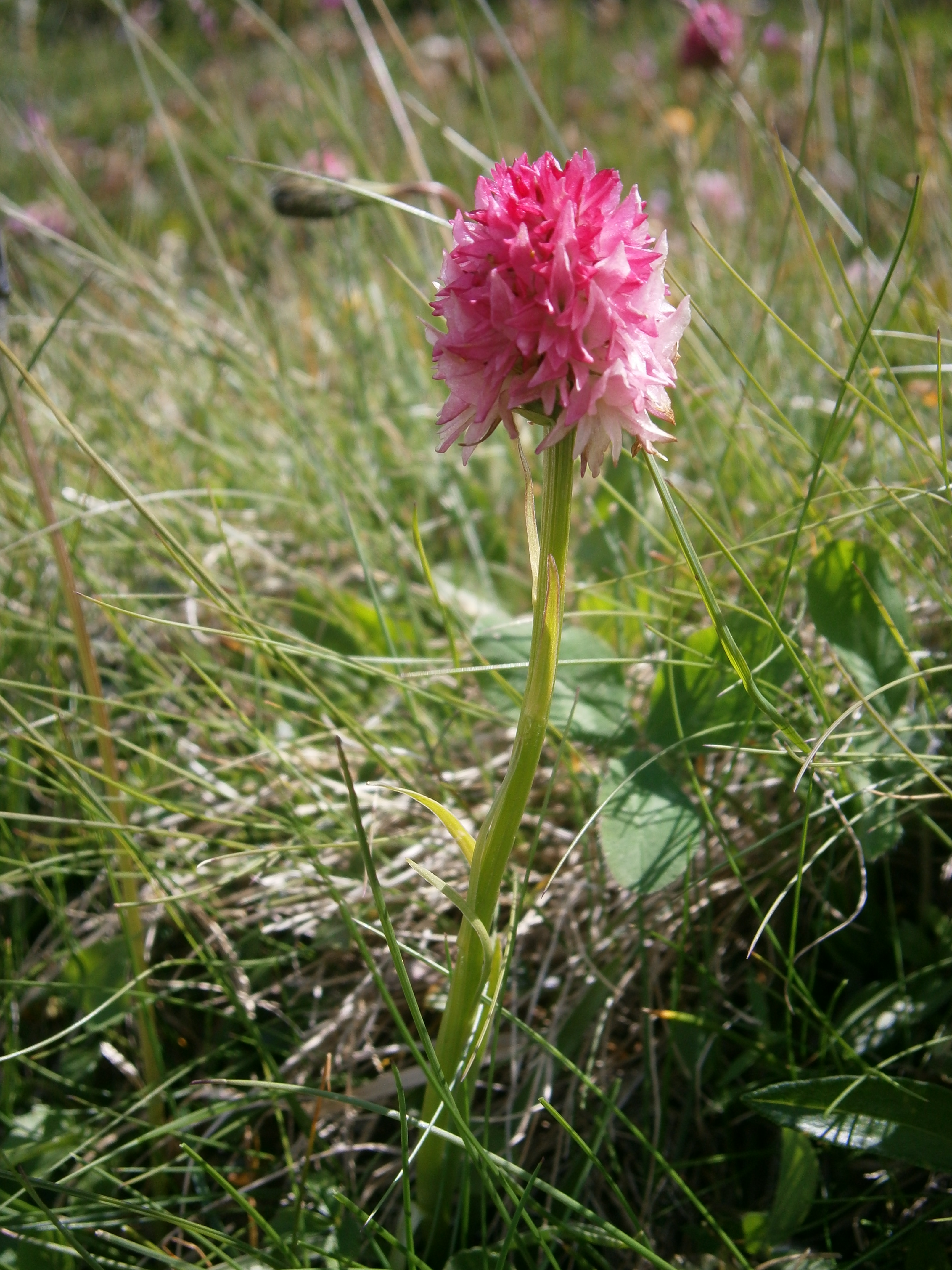
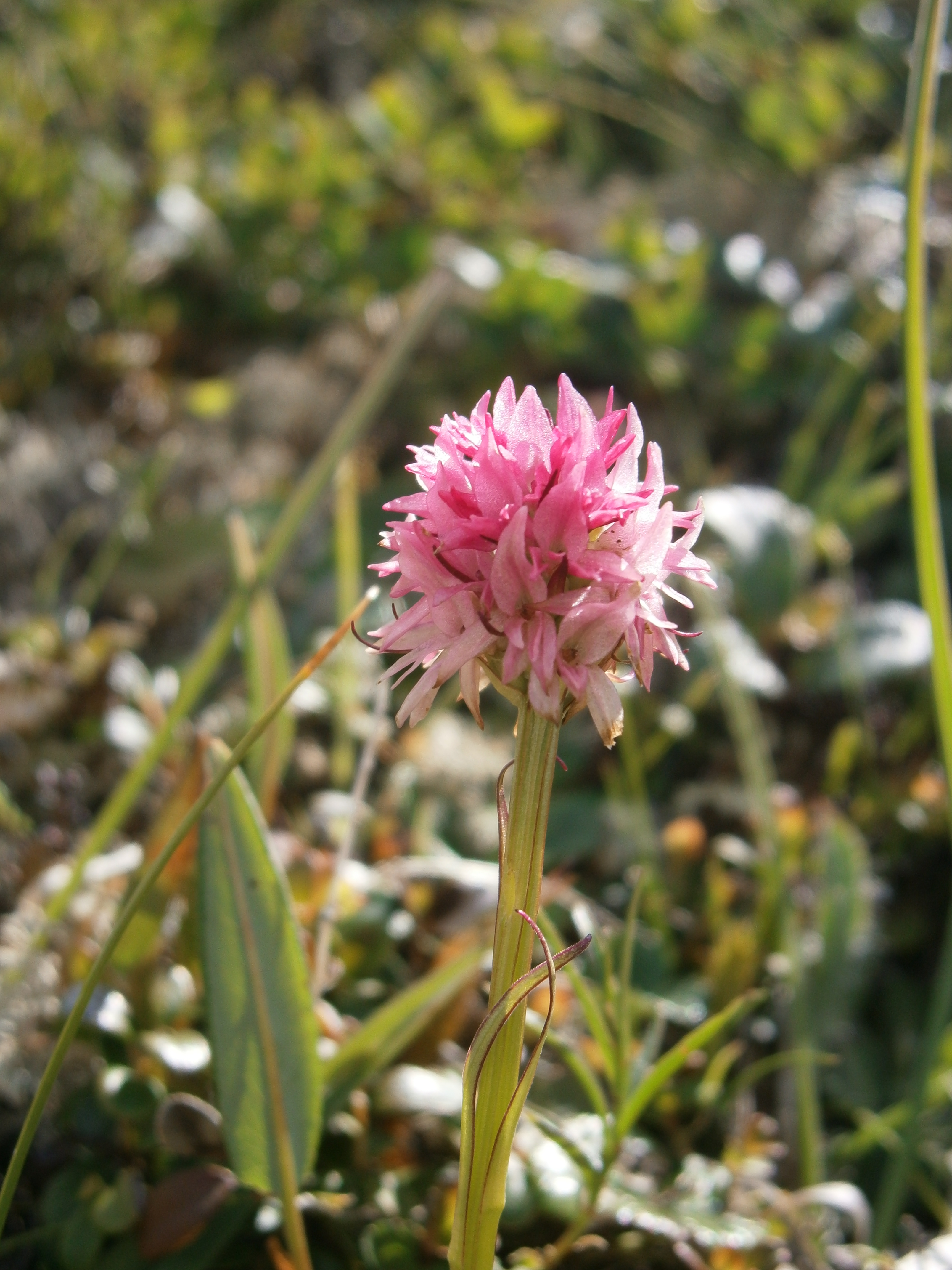